# دولار سومطري
دولار سومطري كانت عملة مستعمرة بنكوولين البريطانية (المعروفة أيضًا باسم حصن مارلبرو أو حصن مارلبورو، تُعرف اليوم باسم بنغكولو) على الساحل الغربي لجزيرة سومطرة حتى المعاهدة الأنجلو هولندية لعام 1824، عندما تم تبادل الإمبراطورية البريطانية بعيدًا عن بنكوولين لملقا.
تم تقسيم الدولار إلى أربعة سوكو، كل واحد من 100 يسمى كفغ. كان الدولار يساوي في قيمة الدولار الأسباني. وقد حل محله غولدين جزر الهند الهولندية بعد أن سيطر الهولنديون على مستعمرة من البريطانيين في عام 1824.